# A Princesa e o Robô
A Princesa e o Robô é um filme de animação brasileiro de 1984 dirigido por Mauricio de Sousa. É o segundo filme lançado para os cinemas baseado em Turma da Mônica, da qual Mauricio é criador. O filme segue a Turma da Mônica enquanto eles tentam fazer com que um robô tenha um coração de verdade para conquistar a Princesa Mimi, enquanto o vilão Lorde Coelhão tenta impedir. Ao contrário do filme anterior, As Aventuras da Turma da Mônica (1982), dividido em quatro histórias, este segue um único enredo original. Mauricio declarou que o filme seria "dez vezes melhor que o primeiro" e o descreveu como um "épico-romance espacial".
Produzido num período de dez meses no ano 1983, sem utilizar computadores, foi necessário realizar cerca de 120 mil desenhos e 800 cenários. Lançado pela primeira vez em 16 de janeiro de 1984, o filme teve recepção mista da crítica, especialmente em relação à trama. Em 2017, a Associação Brasileira de Críticos de Cinema elegeu A Princesa e o Robô como o 34.º melhor filme de animação brasileiro. Em 2019, o filme foi colocado na íntegra no YouTube de maneira oficial. Mauricio já cogitou a criação de um remake do filme.

## Sinopse
O Robôzinho, um robô, vivendo no distante planeta de Cenourando, é atingido pela estrela pulsar, que se soltara do espaço, provocando a paixão no robô pela Princesa Mimi. Mas, assim como ele, Lorde Coelhão, um vilão, viajante do espaço em busca de fortuna, também deseja o coração de Mimi. Para resolver a questão, ambos fazem um torneio, e o Robôzinho é o vencedor. No entanto, ele não tem um coração de verdade, o que o impede de ficar com Mimi, e fazendo-o cair na Terra. A Turma da Mônica então decide ajudá-lo. Sua missão é procurar a estrela pulsar para que o Robôzinho tenha um coração verdadeiro, enquanto Lorde Coelhão tenta impedi-los.

## Elenco
A seguir apresenta-se o elenco de A Princesa e o Robô.
| - Marli Bortoletto — Mônica - Angélica Santos — Cebolinha - Paulo Camargo — Cascão - Elza Gonçalves — Magali - Denise Simonetto — Anjinho - Arakén Saldanha — Lorde Coelhão |  | - André Luis — Robozinho - Flora Maria Fernandes — Princesa Mimi - Marthus Mathias — Rei de Cenourando - Orlando Viggiani Filho — Franjinha - Ronaldo Baptista (conhecido como "Ronaldo Batista") — narrador - Older Cazarré — Zoiudo (não creditado) |

## Antecedentes e produção

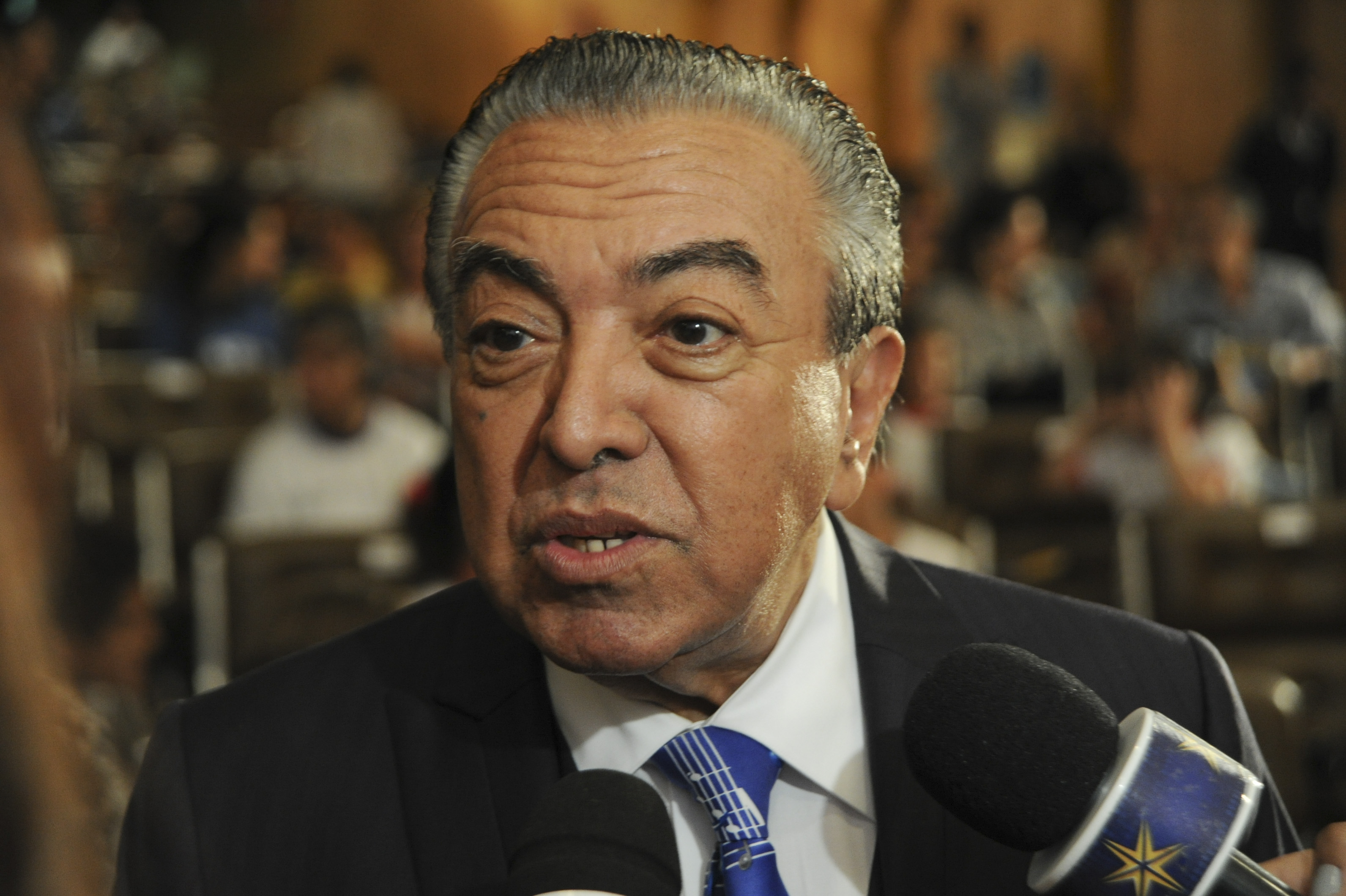
Mauricio de Sousa em 2014

Em 1982, Mauricio de Sousa lançou o primeiro filme baseado em Turma da Mônica — da qual é o criador — para os cinemas, As Aventuras da Turma da Mônica, que era dividido em quatro histórias, interligadas pela aparição do próprio Mauricio. Embora tenha tido sucesso de público, levando ele a comentar que, com o filme, foi possível demonstrar que era possível fazer e comercializar desenhos animados, ele comentou que "os críticos não gostaram muito", e preferiu fazer uma história só para seu novo filme, A Princesa e o Robô. Sua ideia para o segundo longa-metragem era outra, mas mudou a história, decidindo se basear no último episódio de As Aventuras de Turma da Mônica, apreciado pelo público e pelo próprio estúdio. Mauricio definiu A Princesa e o Robô como um "épico-romance espacial" e declarou que o filme seria "dez vezes melhor que o primeiro".
O filme, que não utilizou máquinas ou computadores, foi produzido em dez meses e exigiu o trabalho direto de 60 pessoas "trabalhando noite e dia". Foi necessário realizar cerca de 120 mil desenhos e 800 cenários. Para coordenar esses desenhos, Mauricio disse que foi necessário ter "paciência de chinês", mas brincou: "felizmente toda minha equipe é nissei". Cerca de 12 a 16 desenhos eram necessários para cada segundo do filme, mas o número dobrava ou triplicava dependendo do número de personagens em ação. Nos 20 minutos finais da obra, onde ocorreram os "momentos de total animação", foram necessários cerca de 40 a 50 desenhos pos segundo.
Mauricio descreveu A Princesa e o Robô como um filme "leve, ágil", e ele comentou que teve cuidado especial com sua montagem "para que o ritmo não deixasse nada a dever ao de qualquer produção estrangeira". Sobre o fato de personagens do filme serem coelhos, Mauricio disse que eles eram animais "simpáticos, gostosos, gentis", possuindo empatia com o público infantil, e argumentou: "Evito criar monstros como ratos; as crianças gostam de robôs e de monstrengos bem criados. Mas dos terríficos, feios, sem reações humanas, eles não gostam. Este é um cuidado que, de certa maneira, o velho pessoal do desenho animado sempre teve".
A Princesa e o Robô foi produzido durante dez meses em São Paulo no ano de 1983 pela Black & White & Color, empresa comprada pelo próprio Mauricio no início dos anos 80. Ele foi o diretor e um dos escritores do roteiro. Também participaram da criação do roteiro Marcos Saraiva, Eduardo Waisman, Eduardo Leão, Itsuo Nakashima, José Márcio Nicolosi e Reinaldo Waisman. Teve um orçamento de 500 mil dólares, idêntico ao do primeiro filme, mas Mauricio previu que o investimento seria pago em quatro semanas de exibição, com 1,2 milhão de espectadores.

### Música
Mauricio disse que teve cuidado especial com a trilha sonora do filme: "Acho a música uma coisa tão importante nos filmes que vou aumentar cada vez mais [...] Não pode haver buracos, exige uma sincronia total com o clima". A trilha sonora é composta de sete músicas originais:
- "Pulsar", de Mauricio de Sousa e Eduardo Leão;
- "Bate-que-Bate", de Mauricio e Eduardo;
- "A Princesa Mimi", de Mauricio e Lino Simão;
- "Rumo ao Planeta Cenourando", de Lino e Eduardo;
- "Tum-Tum", de Marcio Roberto;
- "O Espião Zoiudo", de Lino;
- "O Robozinho Sem Coração", de Mauricio e Lino.

## Lançamento
A Princesa e o Robô foi lançado no dia 16 de janeiro de 1984 no Rio de Janeiro e três dias depois em São Paulo, com distribuição da Embrafilme. Foi vendido para Portugal e Hong Kong por cerca de 10 mil dólares, e Mauricio estava negociando vender para outros países. Para promovê-lo, foram lançados cerca de mil produtos baseados no filme, incluindo um disco com as músicas do filme, livros com a história, jogos e camisetas. Segundo dados da Agência Nacional do Cinema (Ancine), o filme teve 616 457 espectadores, pouco mais que a metade dos espectadores de As Aventuras da Turma da Mônica (1 172 020). Em sua autobiografia, Mauricio diz que, com ambos os filmes, os lucros foram capazes de pagar o custo de produção: "Para não dizer que ficamos no zero a zero, ainda tivemos um lucrinho". No entanto, ele concluiu: "Obviamente, eu gostaria de ter ganhado bastante dinheiro com os filmes, mas não era isso que me motivava. Peguei gosto pela coisa. As crianças também. [...] Já disse que acho quase um crime decepcionar crianças. Só parei de fazer filmes quando comecei realmente a perder muito dinheiro nisso".

## Recepção
| Críticas profissionais | Críticas profissionais |
| Avaliações da crítica  | Avaliações da crítica  |
| Fonte                  | Avaliação              |
| ---------------------- | ---------------------- |
| Cinema com Rapadura    | 7/10                   |

José Carlos Avellar escreveu ao Jornal do Brasil que A Princesa e o Robô parecia ter um "modelo de cinema" similar ao da Disney. No entanto, ele notou problemas técnicos, como o cenário que se movia quando deveria estar parado. Embora ele tenha dito que esse era um problema irrelevante para o público infantil, José disse que esse erro poderia inexistir "se as ilustrações adotassem convenções tão soltas quanto a dos quadrinhos; se a história contada tivesse mais a ver com [a Turma da Mônica] e menos com as aventuras que correm nos cinemas, nos filmes americanos". Concluiu escrevendo: "Exagerando um pouco poderíamos dizer que os cenários às vezes parecem inacabados, e trêmulos quando deveriam estar firmes, porque em lugar da procura de um caminho original A Princesa e o Robô procura funcionar como uma perfeita imitação do cinema de verdade".
Embora um escritor do Pioneiro tenha comentado que "A Princesa e o Robô deve, realmente, ser bem realizado em termos técnicos", criticou a "colocação superficial e colonizada dos personagens", fazendo-as "parecer com tudo — menos com crianças brasileiras, com seus problemas e situações específicas". Criticou a falta de "invenção e originalidade" e alegou que Mauricio de Sousa "realiza um Charlie Brown diluído e escapista". Concluindo sua análise, escreveu: "[É] aquele negócio: como as atrações cinematográficas para crianças estão cada vez restritas, todos os pais vão acabar levando seus filhos. Eu, inclusive". No Correio Braziliense, Sérgio Bazi deu uma nota ao filme de duas estrelas, indicando o nível "Razoável", e Maria do Rosário deu uma nota de quatro estrelas, indicando o nível "Muito Bom".
Em uma análise contemporânea, de 2019, Bruno Passos escreveu ao Cinema com Rapadura que, apesar da "trama trivial" voltada para crianças pequenas, "há bom uso de humor aqui, que pontua o roteiro em ótimos momentos", e comentou que a "batalha final" é engraçada, além de ser um dos elementos "que ajuda a manter o equilíbrio do longa, que mesmo simples, consegue fugir do bobo". Ele comentou que o filme tem importância por inaugurar "uma era na memória audiovisual da Turma da Mônica, pois aqui estrearam os dubladores que fariam as vozes desses personagens por décadas". Concluindo sua análise, escreveu: "Mesmo com sua extrema simplicidade e uma qualidade de imagem e som aquém da ideal, A Princesa e o Robô é um marco da Turma da Mônica, trazendo uma animação fluida, inspirações em ícones essenciais da cultura pop, humor bem dosado e metalinguístico, e as vozes que são parte eterna desses personagens tão queridos."

## Legado
A Princesa e o Robô foi exibido na Rede Manchete em 18 de dezembro de 1988. Em 22 de dezembro de 2017, a Associação Brasileira de Críticos de Cinema elegeu A Princesa e o Robô como o 34.º melhor filme de animação brasileiro. É uma das duas produções de Mauricio de Sousa que aparecem na lista, sendo a outra As Aventuras da Turma da Mônica, na posição 12. O filme nunca foi lançado em formatos como DVD ou Blu-Ray, mas foi publicado na íntegra no canal oficial da Turma da Mônica no YouTube em comemoração aos 10 milhões de inscritos, no início de 2019. Entretanto, Bruno Passos do Cinema com Rapadura foi crítico desta versão, dizendo que "[a] imagem não está nítida e o áudio um pouco estourado". Durante a Comic Con Experience daquele ano, Mauricio de Sousa anunciou que um remake do filme era possível, dizendo que estava entre os mais cotados para um novo longa: "A Princesa e o Robô está sendo estudado para virar um desenho de longa-metragem, com uma técnica muito mais desenvolvida, para entreter em 3D e tudo mais. Tá todo mundo meio saudoso desse filme".